# Imogen Cunningham és Twinka Thiebaud a Yosemite-ben
| Judy Dater: Imogen Cunningham és Twinka Thiebaud a Yosemite-ben | Judy Dater: Imogen Cunningham és Twinka Thiebaud a Yosemite-ben |
| Kattints az alábbi külső linkek egyikére!                       | Kattints az alábbi külső linkek egyikére!                       |
| --------------------------------------------------------------- | --------------------------------------------------------------- |
| Nem található szabad kép.(?)                                    |                                                                 |
| külső link · jogvédett                                          | artnet.com                                                      |

Imogen Cunningham és Twinka Thiebaud állt modellt Judy Dater amerikai fotóművész legismertebb felvételéhez, melyet 1974-ben készített a Yosemite Nemzeti Parkban.

## Története
Datert egyik kedves festménye, Thomas Hart Benton Perszephoné (1938-39) című alkotása és annak témája, a kukkolás inspirálta. Arra gondolt, hogy a festményből megalkotja a saját variációját, annyi különbséggel, hogy a meztelen Perszephonét nem egy férfi, hanem egy másik nő lesi meg.
A leskelődő szerepére barátját, az idős Imogen Cunningham amerikai fotóművészt kérte fel, a fiatal Perszephonét pedig Twinka Thiebaud fotómodell keltette életre. A fotózásra Ansel Adams The Nude in the Landscape elnevezésű workshopján került sor. A workshopon több mint száz diák vett részt. Thiebaud szerint az egész szervezetlen volt. A diákok fegyelmezetlenek voltak: nyüzsögtek a meztelen modellek körül, és udvariatlanul kattintgattak a fényképezőgépeikkel, akár a „paparazzók”. Dater Cunninghammel és Thiebaud-val ezért félrevonult a többiektől egy fához, hogy zavartalanul tudjanak dolgozni. Idővel egyre több diák csatlakozott hozzájuk. Dater ezért úgy döntött, hogy bemutatót tart, hogyan is kell egy modellel együtt dolgozni. E rögtönzött tanóra keretében készült az itt látható, híressé vált felvétel.
A felvétel nyomata ma a Los Angeles County Museum of Art gyűjteményében található.